# Пропанил
Пропанил  — широко используемый контактный гербицид. Согласно оценкам им опрыскивается около 400 000 гектаров риса каждый год. Был разработан фирмой Rohm and Haas и появился на рынке в 1962 году.

## Механизм
Принцип действия пропанила основан на подавлении фотосинтеза и фиксации CO2. Пропанил ингибирует перенос электронов в фотосистеме II, что тормозит дальнейшее развитие сорняков и приводит к их смерти.
Рис относительно устойчивы к действию пропанила, но большинство сорняков чувствительны к нему. Причина избирательности заключается в том, что рис содержит высокий уровень фермента арилациламидазы, который быстро превращает пропанил в относительно нетоксичный 3,4-дихлоранилин. Сорняки лишены гена, кодирующего арилациламидазу поддаваться propanil. Однако интенсивное использование propanil и естественный отбор привели к тому, что некоторые сорняки становятся устойчивыми к действию этого гербицида.

## Синтез
Пропанил изготавливается в заводских условиях путем нитрования 1,2-дихлорбензола (1), с получением 1,2-дихлор-4-нитробензола (2) и последующим гидрированием нитро группы в присутствии никелевого катализатора с образованием 3,4-дихлоранилина (3). Ацилирование аминогруппы пропиониилхлоридом даёт пропанил(4). Полученный продукт представляет собой белые или коричневые кристаллы.

## Патентные споры
Пропанил стал предметом нескольких патентных исков о нарушении авторских прав. В одном из таких дел, Monsanto company против rohm and haas co, апелляционный суд Соединённых Штатов для третьего округа постановил, что компания «Монсанто» совершил мошенничество по отношению к патентному ведомству в патентовании пропанила.

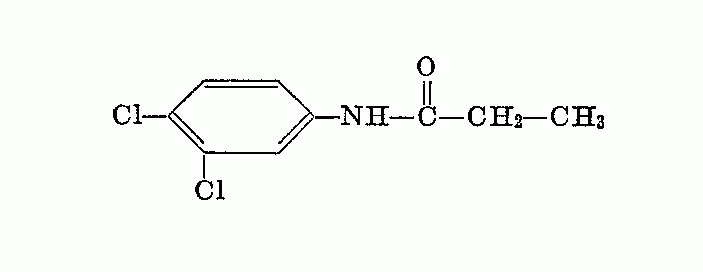
Структура 3,4-ДХПА и химической группы, вовлеченной в полемику о мошенничестве.

Монсанто получили патент предоставив в патентное ведомство данные, что пропанил «показал необычную и ценную гербицидную активность» и что эта активность была «удивительна», потому что «родственные соединения обладают небольшим или никаким эффективность гербицидного». Монсанто провела ряд тестовых данных, представленных в патентное ведомство, из которых следовало, что пропанил превосходил других подобные химическик вещества, в том числе и прямой гомолог, который отличался от пропанила на один метильный фрагмент (фото вверху справа).
Но Монсанто скрыли сведения о результатах тех тестов, которые показали, что другие подобные соединения также проявляют гербицидную активность аналогичную пропанилу. Суд постановил, что это равносильно искажению и Монсанто не имеет права на патент, так что патент был признан недействительным или не имеющим законной силы. В более раннем иске, однако, судья принял аргумент о том, что Монсанто «не сделала ничего больше, чем выставили свою лучшую ногу вперед».